# Oordegem
Oordegem est une section de la commune belge de Lede dans le Denderstreek sur le Molenbeek située dans la province de Flandre-Orientale en Région flamande. C'était une commune à part entière avant la fusion des communes de 1977.

## Démographie

### Évolution démographique
- Sources : INS, Rem. : 1831 jusqu'en 1970 = recensements, 1976 = nombre d'habitants au 31 décembre[2].

## Curiosité
- Église Saint-Martin.

## Personnalités liées
- Rufin Schockaert (1875-1953), poète et médecin belge y est né